# Ameiva polops
Ameiva polops là một loài thằn lằn trong họ Teiidae. Loài này được Cope mô tả khoa học đầu tiên năm 1862.

## Hình ảnh

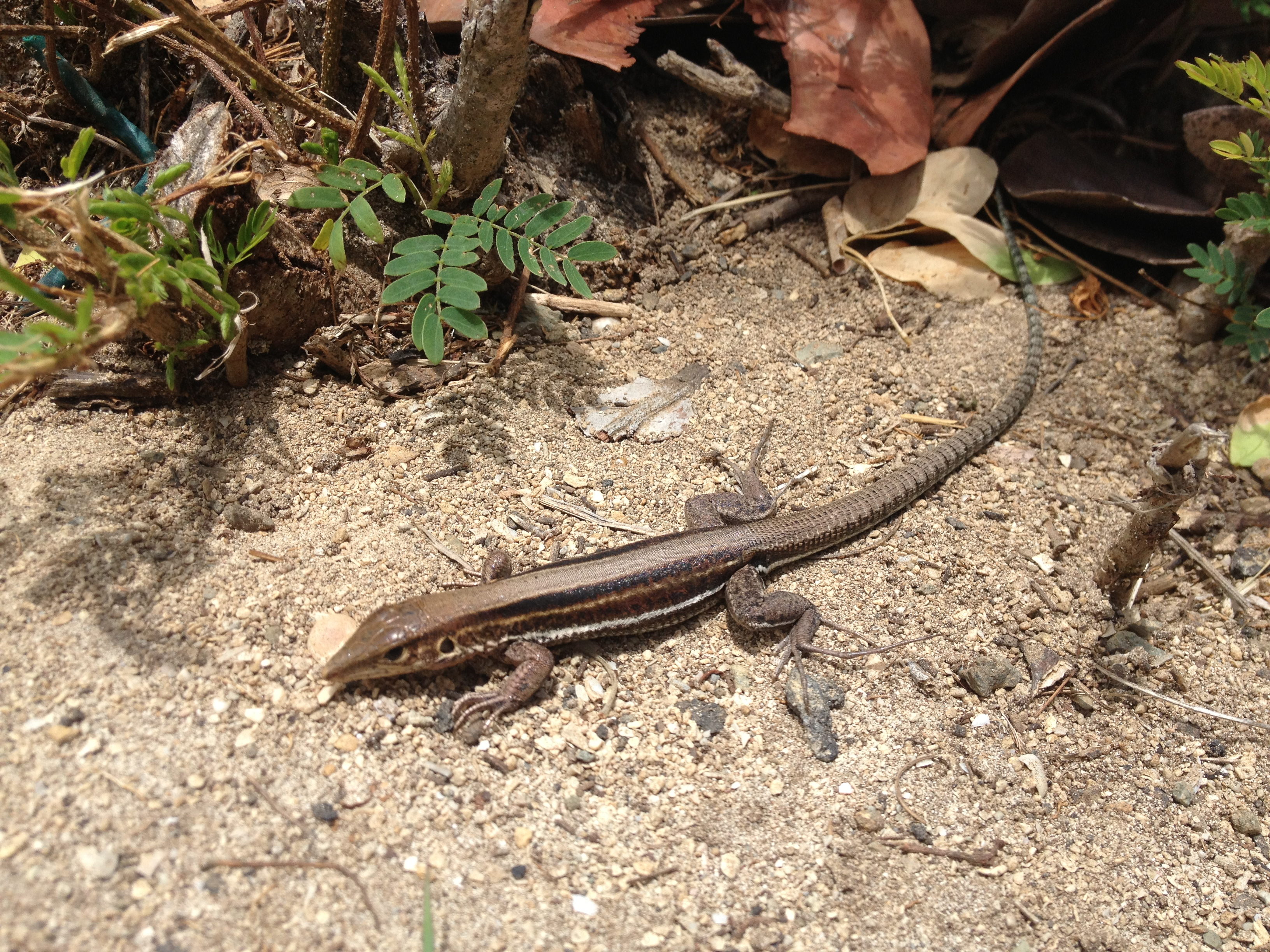